# Jamesport (Missouri)
Jamesport és una població dels Estats Units a l'estat de Missouri. Segons el cens del 2000 tenia 505 habitants.

## Demografia
Segons el cens del 2000, Jamesport tenia 505 habitants, 211 habitatges, i 140 famílies. La densitat de població era de 348,2 habitants per km².
Dels 211 habitatges en un 25,1% hi vivien nens de menys de 18 anys, en un 52,1% hi vivien parelles casades, en un 10,9% dones solteres, i en un 33,6% no eren unitats familiars. En el 29,9% dels habitatges hi vivien persones soles el 15,2% de les quals corresponia a persones de 65 anys o més que vivien soles. El nombre mitjà de persones vivint en cada habitatge era de 2,39 i el nombre mitjà de persones que vivien en cada família era de 2,94.
Per edats la població es repartia de la següent manera: un 23,6% tenia menys de 18 anys, un 10,1% entre 18 i 24, un 21,2% entre 25 i 44, un 25,3% de 45 a 60 i un 19,8% 65 anys o més.
L'edat mediana era de 41 anys. Per cada 100 dones de 18 o més anys hi havia 84,7 homes.
La renda mediana per habitatge era de 22.321 $ i la renda mediana per família de 25.750 $. Els homes tenien una renda mediana de 28.125 $ mentre que les dones 17.083 $. La renda per capita de la població era de 13.043 $. Entorn del 15,1% de les famílies i el 22,8% de la població estaven per davall del llindar de pobresa.

## Poblacions més properes
El següent diagrama mostra les poblacions més properes.